# مويرا ستيوارت
مويرا ستيوارت (بالإنجليزية: Moira Stuart)‏ هي مقدمة برامج إذاعية بريطانية، ولدت في 2 سبتمبر 1949 في Royal Free Hospital ‏ في المملكة المتحدة.

## وصلات خارجية
- مويرا ستيوارت على موقع IMDb (الإنجليزية)
- مويرا ستيوارت على موقع ميوزك برينز (الإنجليزية)
- مويرا ستيوارت على موقع قاعدة بيانات الفيلم (الإنجليزية)